# 秋元羊介
秋元羊介（日语：／ Akimoto Yōsuke，1944年2月5日—）是日本男性聲優，東京都出身。法政大學經濟學系畢業，目前隸屬於Office PAC。本名「田鹿幸雄」。血型A型。

## 經歷
- 聲音沙啞粗獷卻不低沉，適合擔當中年以上男子的配音，如《巖窟王》中的維爾福。
- 在《機動武鬥傳G鋼彈》當中，起先擔任旁白，中期開始飾演該作最大反派角色「東方不敗」。
- 也因為在機動武鬥傳G高達中的角色形象太過鮮明，致使後來參演的作品都會以惡趣味的方式模仿東方不敗，如《你是主人我是僕》中的大佐，《銀魂》中的芳一等等。也有許多動漫作品中的登場人物，明顯對東方不敗這一角色致敬。

## 演出作品

### 電視動畫
- 聖劍鍛造師（漢尼巴爾‧昆薩）
- 花冠之淚（歐迦姆）
- 機動武鬥傳G GUNDAM（東方不敗、開場旁白主持人）
- BB戰士三國傳（袁紹龍飛）
- 強襲魔女（馬洛尼大將）
- 我們這一家（理容師、他）
- 去吧！稻中乒團（一条雄大、神父）
- 傳頌之物（ニウェ）
- 超能力魔美（大預言者銀河王）※第14話
- 天使心（重役）
- 童話槍手小紅帽（司祭）
- 怪盜St. Tail（大倉）
- 銀河戰警（ドゥズィエム）※第17話
- 機動戰士GUNDAM SEED（シーゲル・クライン）
- 你是主人我是僕（大佐）
- Keroro軍曹（西澤グループ総裁直轄精鋭部隊隊長）
- 攻殻機動隊 S.A.C. 2nd GIG（内務大臣）
- 我的主人愛作怪（義貴之父）
- 城市獵人（スネーク、友村）
- 蒼天之拳（黄西飛）
- 偵探學園Q（太田黒保）※第12-14話
- 地球少女Arjuna（堂島所長）
- 火影忍者（ワサビ次郎長）
- 忍者亂太郎（和尚、ドクタケ城主 他）
- NOIR（カノラ将軍）
- 第一神拳（田中運輸社長）
- 暮蟬悲鳴時解（海江田校長）
- 企業傭兵（専務）
- 企業傭兵 The Second Barrage（安澤）
- 神奇寶貝動畫版（棗之父）
- 魔動王（世界樹）
- 名偵探柯南（江田、早瀨達夫、武田信一、海老名稔、八坂清、門脇弁藏、堺重吉、河井和幸、月形龍太郎、今井徹夫、直升機駕駛Ａ、範田力、林）
- 名偵探柯南（山中敏彥 #566、大藏金治 #698、足立了全 #821）
- MONSTER（海德柏格・ポスト記者ヤコプ・マウラー）※Chapter.6
- 最後流亡（大衛・麥德森）
- 週刊故事樂園（「看不見的鄰居」（中年男子））
- 小婦人物語 南與喬老師（弗里茲‧貝爾）
- 我與我 兩個綠蒂（伯諾主編）
- Princess Lover!（艾爾弗雷德）
- 銀魂（野貓老大芳一）
- 奔向地球（ゼル機関長）
- 羅賓漢大冒險（阿爾溫的父親、貝爾）

1989年
- 麵包超人（甜甜圈人〈第1代〉、豬肉乾〈第1代〉）

1991年
- 21衛門（隊長）

1995年
- 忍空（綠川）
- 鬼神童子ZENKI（護人）

2000年
- 哆啦A夢 (大山羨代版)（大叔、父親）

2003年
- 蠟筆小新（老師、叔叔、武藏野劍太的父親、荷西的爸爸、古田割泰三、多胡阿毛三 等）
- 高橋留美子劇場（老紳士）

2004年
- 仙境傳說（暗黑流氓）

2005年
- 哆啦A夢 (水田山葵版)（爸爸、犬人、課長〈第2代〉、上司）

2006年
- 犬神！（多克托爾）
- 王牌酒保（笠原靜雄）

2009年
- 道子與哈金（愛德華）

2013年
- 宇宙戰艦大和號2199（雷德夫·奚斯）※2012年起于电影院先行上映
- 核爆末世錄（白外套 (國木田師團長)）

2014年
- 信長協奏曲（齋藤道三）

2015年
- GATE 奇幻自衛隊 在彼方的土地，如斯的戰鬥（北條重則）
- 無頭騎士異聞錄 DuRaRaRa!!×2 轉（澱切）

2016年
- 夢幻之星Online2 The Animation（多多）
- 魔法使 光之美少女！（多古洛古斯）
- 啟航吧！編舟計畫（南）
- 名侦探柯南 章节''ONE'' 缩小的名侦探（濑羽尊德）

2017年
- 龍族拼圖X（盧克斯）
- 鬼平（老盗）

2018年
- 名侦探柯南（鷲山伸人）
- 多田君不戀愛（惡人）
- 佐賀偶像是傳奇（天本）

2019年
- POP TEAM EPIC TV特別篇 朱雀ver.（PIPI美〈第14話B Part〉）
- 夢幻之星Online2 EPISODE ORACLE（雷吉亞斯）
- 真·中華一番！（羅根）
- 鬼太郎（第6作）（夜叉）

2020年
- 毛球權次郎（巴克贊老師）
- 阿爾蒂（烏貝蒂諾）
- 宇崎學妹想要玩！（亞細亞紀彥）

2021年
- 名偵探柯南（蝶野欽治）

2022年
- 黑之召喚士（傑拉爾[1]）
- 宇崎學妹想要玩！ω（亞細亞紀彥[2]）

2023年
- 想當冒險者前往都市的女兒成為S級（多托斯[3]）

### OVA
- 機動戰士GUNDAM 0080:口袋裡的戰爭（史坦納・哈迪）
- 機動戰士GUNDAM 0083:Stardust Memory（狄克・艾倫）
- 銀河英雄傳說（ヒルデスハイム、憂國騎士團Leader）
- 鐵甲人-地球靜止之日（衝擊的阿爾伯特）
- 黃金小子（社長）
- 沉默的艦隊（赤垣三郎、ミハイル・マレンコフ）
- 厄夜怪客（理查・海爾辛）

### 劇場版動畫
- 機動戰士GUNDAM 逆襲的夏亞（ムサカ艦長）
- 大雄與夢幻三劍士（預告片旁白）
- 大雄的創世日記（時空巡邏隊A）
- 大雄與銀河超特急（ヤドリ）
- 大雄的發條都市冒險記（熊虎鬼五郎的複製人）
- 伊勢灣颱風物語（阿久根忠雄）
- 麵包超人劇場版 細菌人的逆襲（甜甜圈人）
- 怪醫黑傑克劇場版（湯瑪士·瓊斯頓）
- 仁太坊津輕三味線（日语：NITABOH 仁太坊-津軽三味線始祖外聞）
- 超劇場版 Keroro軍曹（指令）

### 劇集
- 三國演義日語版(黃蓋)

### 遊戲
- 辐射3日版（伊甸总统，President John Henry Eden)
- 現在就想告訴哥哥，我是妹妹！（茂森鋼造）
- 夢幻之星Online2（ドゥドゥ）
- ff14 豪雪
- 超偵探事件簿 霧雨謎宮（斬格＝伊雷薩）

### 其他
- 網路電台音泉-角色扮演廣告-【GGUNDAM篇】
- 森永道地的偉特廣告【爺爺的故事篇】（爺爺的配音）
- 萬代轉蛋「SOUNDROPGUNDAM30周年宿命的敵人篇」（09年8月、東方不敗亞洲師傅）